# Microrregión de Capão Bonito
La microrregión de Capão Bonito era una de las microrregiones del estado brasileño de São Paulo. Pertenecía a la también disuelta mesorregión Itapetininga. Su población fue estimada en 2006 por el IBGE en 145.399 habitantes y estaba dividida en diez municipios. Poseía un área total de 6.538,796 km².
En 2017 el IBGE disolvió las mesorregiones y microrregiones, creando un nuevo marco regional brasileño, con nuevas divisiones geográficas denominadas, respectivamente, regiones geográficas intermedias e inmediatas.

## Municipios
- Apiaí (25.196)
- Barra do Chapéu (5.236)
- Capão Bonito (46.178)
- Guapiara (20.998)
- Iporanga (4.302)
- Itaóca (3.228)
- Itapirapuã Paulista (3.884)
- Ribeira (3.358)
- Ribeirão Branco (18.269)
- Ribeirão Grande (7.419)